# Maria Marta Chambon
A Irmã Maria Marta Chambon VSM (em francês: Marie Martha Chambon; 6 de março de 1841 – 21 de março de 1907) foi uma freira católica da Ordem da Visitação de Santa Maria, conhecida por ter recebido revelações da parte de Jesus Cristo e ter introduzido a devoção do Rosário das Santas Chagas.

## Biografia
Françoise Chambon nasceu em 6 de março de 1841, numa família pobre de agricultores, na aldeia da Cruz Vermelha, perto de Chambéry, na Saboia. Sua primeira visão relatada ocorreu aos nove anos de idade. Enquanto assistia as funções da Sexta-feira Santa com sua madrinha, na igreja paroquial de Lémenc, Françoise viu Jesus crucificado coberto de feridas e de sangue. Ela disse que mais tarde naquele ano, quando recebeu a Primeira Comunhão, viu o menino Jesus, que lhe disse: "Criança, minha favorita, assim será toda vez que você for à Santa Comunhão". Ela trabalhou no refeitório do internato.
Aos 21 anos, ingressou no Mosteiro da Ordem de Visitação em Chambéry, na França, como irmã leiga, e recebeu o nome de Maria Marta.
Ela morreu em 21 de março de 1907, e a causa de sua beatificação foi introduzida em 1937.

## Revelações particulares
Ela começou a relatar visões de Jesus em 1866, dizendo-lhe para contemplar as Santas Chagas. A madre superiora manteve uma crônica de sua vida, publicada em 1923 e vendida amplamente. No ano seguinte, o Vaticano concedeu indulgência àqueles que fizeram a seguinte oração, com base em suas visões relatadas: "Eterno Pai, eu vos ofereço as chagas de Nosso Senhor Jesus Cristo, para curar as de nossas almas".
Ela relatou que Jesus pediu que ela unisse seus sofrimentos aos dele no Rosário das Santas Chagas como um ato de reparação pelos pecados do mundo. Ela relatou que Jesus lhe disse que "quando você oferece Minhas Santas Chagas pelos pecadores, não deve esquecer de fazê-lo pelas almas do Purgatório, pois existem poucos que pensam em seu alívio... As Santas Chagas são o tesouro dos tesouros para as almas do Purgatório."

## Devoção às Santas Chagas
Parte da devoção às Santas Chagas pode incluir o Terço das Santas Chagas de Jesus, o qual foi baseado nas revelações particulares recebidas pela Irmã Maria Marta Chambon. O Terço das Santas Chagas é rezado num rosário padrão de cinco décadas. Este terço foi aprovado pela Ordem da Visitação em 1912 e foi, mais tarde, autorizado por decreto da Congregação para a Doutrina da Fé em 23 de março de 1999.

### Formato do Terço
Uma maneira de se rezar o terço consiste em três orações que são ditas em partes específicas das contas do rosário, como segue:
- A seguinte oração é dita no crucifixo: "Ó Jesus, Divino Redentor, tende misericórdia de nós e do mundo inteiro. Amém."

- seguida pelas três primeiras contas:
- "Deus Santo, Deus Forte, Deus Imortal, tende piedade de nós e do mundo inteiro." (Esta oração é encontrada no Terço posterior da Divina Misericórdia.)
- "Graça e misericórdia, ó meu Jesus, nos perigos presentes; cobri-nos com Vosso precioso sangue."
- "Eterno Pai, tende misericórdia de nós, pelo Sangue de Jesus Cristo, Vosso Filho Unigênito; tende misericórdia de nós, Vos suplicamos. Amém."

- A seguinte oração é dita nas grandes contas da cadeia do rosário: "Eterno Pai, eu vos ofereço as Chagas de Nosso Senhor Jesus Cristo para curar as de nossas almas".

- A seguinte oração é dita nas pequenas contas da cadeia do rosário: "Meu Jesus, perdão e misericórdia, pelos méritos de Vossas Santas Chagas".